# نيمغك
نيمغك (بالألمانية: Niemegk) هي مدينة و بلدة ألمانية تقع في ألمانيا في براندنبورغ. يقدر عدد سكانها بـ 2,207 نسمة .

## أعلام
- فيرنر رو
- صموئيل فريدريك شتاين